# 徐昕 (化学家)
徐昕，复旦大学教授，中国化学会会士，主要从事量子化学及表面量子化学的理论研究，重点研究密度泛函、线性标度方法及计算化学。徐昕担任《JACS Au》副主编、《Mol. Phys.》等多个学术期刊编委，还曾入选2011年度长江学者特聘教授。  